# Chevaleresse
Une chevaleresse est une femme qui a pris les armes pour devenir cheffe de guerre. Si la chevalerie est un phénomène très majoritairement masculin, il ne le fut pas exclusivement. Du XIIe au XVe siècle, un certain nombre de femmes de l’aristocratie, dans différents territoires de l'Europe médiévale, en France, Écosse, Espagne et Italie, furent connues pour avoir pris les armes pour défendre leur château, leur domaine ou leur lignage.

## Histoire
Cette participation des femmes à la guerre, comme le rappellent les écrits d'Orderic Vital, est liée à un contexte spécifique, à des circonstances extraordinaires, comme la captivité ou la mort de l'époux. Parfois mal vues, elles étaient désignées comme des viragos, sorte d'« hommasses » transgressant les normes de genre. Ainsi, la chevalerie féminine n’est pas une règle, ni une norme, mais elle n’est pas toujours considérée pour autant comme un scandale ou un affront, un débordement outrancier des normes, à condition que les guerrières prennent les armes pour la bonne cause, dans un contexte juridique bien précis,.
Suivant Martin Aurell : « Les femmes en armes n'existaient pas ou peu, surtout sur les courtines. Elles étaient sur les champs de bataille mais portaient rarement les armes. Je pense que la femme intervient surtout dans des cas extrêmes de défenses mais rarement à cheval, en enfourchant l'étalon comme un chevalier, en portant la pique, la lance sous son aisselle, ça c'est exceptionnel » notamment avec Mathilde l'Emperesse.
Les chevaleresses ont existé en Europe tout au long du Moyen Âge, mais c’est surtout dans l'empire Plantagenêt que cette fonction était répandue. Cette valorisation des femmes combattantes disparaît progressivement à la Renaissance et les chevaleresses seront surtout tournées en dérision. Selon l'historienne Sophie Brouquet « En France, tout s'arrête avec Louis XIV. Il a vraiment mis fin à ça, sans doute en lien avec les souvenirs de sa jeunesse : la fronde et les frondeuses. Tout ça est passé sous silence, de façon très brutale. Cela concerne également les représentations de femmes chevaleresses ».

## Mathilde de Toscane, cheffe de guerre
Un exemple célèbre de femme qui selon Sophie Cassagnes-Brouquet, suivant un de ses titres de section, est celui de Mathilde de Toscane, chef de guerre. Fille du marquis de Toscane Boniface III et de Béatrice de Bar, fille de Frédéric II, duc de Haute-Lotharingie, et de Mathilde de Souabe, elle naît vers 1045-1046. Son enfance est troublée par le meurtre de son père au cours d'une chasse en 1052 et les morts mystérieuses de sa sœur aînée Béatrice en 1053 et de son frère Boniface IV en 1055. Mathilde demeure la seule héritière de sa famille et détient des possessions à la fois en Italie — avec en particulier le château de Canossa et le marquisat de Toscane, ainsi qu'une partie de la Lombardie avec Modène, Reggio, Mantoue, Ferrare, Crémone — et en Lorraine, avec le comté de Briey. Issue d’un lignage de chevaliers et de guerriers nobles, elle a sans doute appris l’art de la guerre auprès de son père Boniface et de son beau-père Geoffroi.
En 1073, le moine Hildebrand, conseiller des papes depuis le pontificat de Léon IX, et qui entend purifier les mœurs du clergé, est lui-même élu sous le nom de Grégoire VII. Il active vigoureusement ce que l'on appellera la réforme grégorienne. Béatrice et sa fille Mathilde, « dévote, riche, puissante », s'attachent immédiatement à son parti et lui apportent leur total soutien. Mathilde prend le parti de la défense du souverain pontife, armes à la main. Pendant la querelle des Investitures, elle soutient très fermement le parti du pape (les guelfes, opposés aux gibelins). Le 25 janvier 1077, c'est ainsi sous l'œil de Mathilde, dans la cour du château de Canossa, que l'empereur Henri IV « fit amende honorable » lors d'une rencontre avec le pape Grégoire VII. Après la mort de Grégoire, elle soutient avec son armée son successeur Victor III, réfugié au mont Cassin, contre l'antipape impérial Clément III. Mathilde remporte par la suite une victoire éclatante contre les alliés lombards de l’empereur le 2 juillet 1084 à Sorbara (it), près de Modène. 
Pendant les six années qui suivent, Mathilde de Toscane domine militairement la vallée du Pô, adoptant une stratégie particulièrement offensive. En 1087, Mathilde mène ainsi une attaque musclée sur Rome pour y installer Victor, mais la contre-attaque de l’empereur oblige le pape à se retirer. Après sa mort, une quarantaine d'évêques et d'abbés, réunis sous la protection des troupes de Mathilde, élisent l'évêque d'Ostie pour lui succéder. Le nouveau pape, qui prend le nom d'Urbain II, est un Français, proche comme elle d'Hugues de Cluny. Mathilde inflige une défaite militaire à Henri IV au château de Canossa en 1092. En 1095, il tente de prendre son château de Nogara, mais l’arrivée de la comtesse à la tête d’une armée l’oblige à battre en retraite, après quoi Mathilde ordonne ou mène avec succès une série d’attaques pour restaurer son autorité dans des villes restées fidèles à l’empereur.
La carrière militaire de Mathilde, auréolée de nombreux succès sur le champ de bataille, provoque chez nombre de ses contemporains la stupeur, la gêne et l’admiration. Tous les témoins de l’époque soulignent l’importance de l’activité militaire de la comtesse et ses qualités de stratège, sachant amender ses stratégies et ses choix militaires en fonction du contexte, maîtrisant les différentes partitions de l'art militaire médiéval. Mais Sophie Cassagnes-Brouquet précise « En dépit de très nombreux témoignages contemporains, il est difficile d’affirmer que Mathilde ait réellement combattu. Les textes la montrent convoquant des armées, donnant des ordres aux troupes, présente lors des sièges, faisant édifier des forteresses, mais jamais portant les armes au cœur de la bataille. S’il est certain que Mathilde fut un chef de guerre, rien ne prouve qu’elle fut véritablement une guerrière. » Les partisans de la réforme grégorienne, dont elle est la fervente thuriféraire, construisent même autour d'elle une nouvelle image du soldat et de la guerre, celle alors en gestation du miles Christi et de la guerre sainte au service de la papauté, dont l'avatar le plus connu fut par la suite le combattant croisé parti défendre Jérusalem. Grégoire VII va même plus loin en bâtissant un parallèle entre les combats de Mathilde et le sacrifice du Christ sur la croix et le combat contre l’infidèle, l’hérétique et le schismatique, ouvrant ainsi la porte au droit de la Croisade.

## Apparition du terme «Chevaleresse»
Le mot « chevaleresse » désignait, au Moyen Age, les épouses des chevaliers et était un synonyme du terme « dame » bien plus courant. Il pouvait également désigner l'adjectif relatif à la chevalerie et était un synonyme de chevaleresque.